# Jamierra Faulkner
Jamierra Faulkner (West Palm Beach, 9 marzo 1992) è un'ex cestista statunitense con cittadinanza russa, professionista nella WNBA.

## Carriera
È stata selezionata dalle Chicago Sky al terzo giro del Draft WNBA 2014 (34ª scelta assoluta).